# Eutrichota fanjingensis
Eutrichota fanjingensis är en tvåvingeart som beskrevs av Wei 2006. Eutrichota fanjingensis ingår i släktet Eutrichota och familjen blomsterflugor. Inga underarter finns listade i Catalogue of Life.